# Osedax
Osedax é um gênero de poliquetas Siboglinidaes de regiões abissais do mar profundo, popularmente chamados de vermes zumbis. Osedax significa "comedor de osso". O nome faz alusão  a forma como os vermes penetram nos ossos de carcaças de baleias para chegar até o lipídio enclausurado de onde retiram o seu sustento. Cientistas do  Monterey Bay Aquarium Research Institute usando o submarino ROV Tiburon descobriram o gênero em fevereiro de 2002 nas águas da baía de Monterey, Califórnia. Os vermes foram achados vivendo nos ossos decadentes de uma baleia-cinzenta no Cânion Monterey, a uma profundidade de 2.893 m.

## Anatomia e fisiologia
Sem ter boca ou estômago, Osedax dependem de simbiose  com espécies de bactérias que ajudam na digestão das proteínas e lipídios de baleias e liberam nutrientes que os vermes conseguem absorver. Osedax tem plumas coloridas em formato de penas que agem com brânquias e estruturas em formato de raízes pouco usuais, que absorvem nutrientes. Os Osedax secretam ácidos (ao invés de usarem dentes) para cavar no osso e ter acesso aos nutrientes. Entre 50 e 100 machos anões microscópicos vivem dentro de uma única fêmea e nunca se desenvolvem além do estágio larval.

## Reprodução
Fêmeas Osedax tem sindo observadas desovando tanto na natureza quanto em laboratórios aquáticos. Osedax rubiplumus pode desovar centenas de oócitos ao mesmo tempo. As espécies de bactérias endossimbióticas da ordem Oceanospirillales não foram observadas nos oócitos desovados, o que sugere que eles são adquiridos depois que os vermes se estabelecem nos ossos. No adulto, as bactérias estão localizadas na estrutura semelhante as raízes que estão em contato com os ossos.. Os vermes parecem ser altamente fecundos e se reproduzirem continuamente. Isso pode ajudar a explicar porque Osedax é um gênero tão diverso, embora tenha-se uma raridade de ossos em carcaças de baleias no oceano.
Machos Osedax são anões microscópicos que vivem dentro do lúmen do tubo gelatinoso que envolve cada fêmea. Um indivíduo fêmea pode acomodar centenas desses machos no seu tubo.
Seguindo a sua descoberta em 2002 pelos pesquisadores do Monterey Bay Aquarium Research Institute, o gênero foi anunciado na Science em 2004.
No fim de 2005, um experimento feito por biólogos marinhos suecos resultou na descoberta de uma espécie do gênero no Mar Norte, na costa oeste da Suécia. No experimento, uma carcaça de baleia foi colocada para afundar na costa a uma profundidade de 120 m e monitorada por vários meses. Os biólogos ficaram surpresos ao descobrirem que a nova espécie (Osedax mucofloris), vivia em águas relativamente rasas.
Em novembro de 2009, pesquisadores reportaram achar 15 espécies de vermes zumbi vivendo na Baía de Monterey na costa da Califórnia.

## Nicho

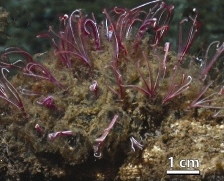
Osedax frankpressi

O papel dos Osedax na degradação de vertebrados marinhos continua sendo controverso. Alguns cientistas acreditam que eles são especializados em ossos de baleias, enquanto outros pensam que é mais generalista. Essa controvérsia ocorre devido ao paradoxo biogeográfico: apesar da raridade e natureza efêmera das carcaças de baleias, o gênero Osedax tem um grande alcance biogeográfico e é surpreendentemente diverso. Uma hipótese avançou para explicar esse paradoxo é que os Osedax são capazes de colonizar uma variedade de ossadas de vertebrados marinhos, não somente as baleias. Osedax também foram observados colonizando ossos de mamíferos terrestres na galeria de lixo de um barco. Outros cientistas vão de encontro a essa teoria, apontando que os ossos de vaca do experimento não combinam com qualquer habitat natural e a baixa probabilidade de carcaças de animais mamíferos terrestres chegarem ao fundo do oceano em quantidades significantes. Também mostram que os restos desaparecem rápido demais para os Osedax colonizaram e a falta de qualquer colônia observada em casos semelhantes. O verdade papel dos Osedax na degradação de vertebrados marinhos é importante para a tafonomia de vertebrados marinhos. Buracos similares aos feitos por espécies de Osedax tem sido achadas em ossos de pássaros marinhos antigos e plesiossauria, sugerindo que o gênero teve um leque maior de comida.

## Espécies

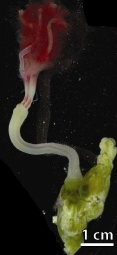
Osedax rubiplumus

- Osedax antarcticus Glover, Wiklund & Dahlgren, 2013
- Osedax crouchi Amon, Wiklund, Dahlgren, Copley, Smith, Jamieson & Glover, 2014
- Osedax deceptionensis Taboada, Cristobo, Avila, Wiklund & Glover, 2013
- Osedax frankpressi Rouse, Goffredi & Vrijenhoek, 2004
- Osedax japonicus Fujikura, Fujiwara & Kawato, 2006
- Osedax mucofloris Glover, Kallstrom, Smith & Dahlgren, 2005
- Osedax nordenskjoeldi Amon, Wiklund, Dahlgren, Copley, Smith, Jamieson & Glover, 2014
- Osedax priapus Rouse et al., 2014
- Osedax rogersi Amon, Wiklund, Dahlgren, Copley, Smith, Jamieson & Glover, 2014
- Osedax roseus Rouse, Worsaae, Johnson, Jones & Vrijenhoek, 2008
- Osedax rubiplumus Rouse, Goffredi & Vrijenhoek, 2004[15]

## Leitura Posterior
- Jones, W. J; Johnson, S. B; Rouse, G. W; Vrijenhoek, R. C (22 de fevereiro de 2008). «Marine worms (genus Osedax) colonize cow bones». Proceedings of the Royal Society B: Biological Sciences. 275 (1633): 387–391. PMC 2596828. PMID 18077256. doi:10.1098/rspb.2007.1437
- A. G. Glover; K. M. Kemp; C. R. Smith; T. G. Dahlgren (2008). «On the role of bone-eating worms in the degradation of marine vertebrate remains». Proceedings of the Royal Society B. 275 (1646): 1959–1961. PMC 2596369. PMID 18505721. doi:10.1098/rspb.2008.0177
- R. C. Vrijenhoek, P. Collins and C. L. Van Dover (2008). «Bone-eating marine worms: habitat specialists of generalists?». Proceedings of the Royal Society B. 275 (1646): 1963–1964. doi:10.1098/rspb.2008.0350